# Vandijkophrynus gariepensis
Vandijkophrynus gariepensis är en groddjursart som först beskrevs av Smith 1848.  Vandijkophrynus gariepensis ingår i släktet Vandijkophrynus och familjen paddor. Inga underarter finns listade i Catalogue of Life.
Denna padda förekommer i Sydafrika och Lesotho. Arten lever i låglandet och i bergstrakter upp till 3400 meter över havet. Den vistas i buskskogar, i träskmarker och på jordbruksmark. Fortplantningen sker i små pölar, vattendrag och insjöar. Paddan kan uthärda låga temperaturer.
För beståndet är inga hot kända. Hela populationen antas vara stor. IUCN listar arten som livskraftig (LC).